# Suphrodytes dorsalis
Suphrodytes dorsalis is een keversoort uit de familie van de waterroofkevers (Dytiscidae). De wetenschappelijke naam van de soort werd in 1787 gepubliceerd door Johann Christian Fabricius. Van de Europese populatie die lange tijd werd opgevat als één soort, blijkt een deel te worden gevormd door een tweede soort: Suphrodytes figuratus. Voor de onderscheidende kenmerken met die soort, zie het artikel over het geslacht Suphrodytes.

## Verspreiding
De soort komt voor in heel Europa. met uitzondering van het Iberisch Schiereiland, Italië, de Balkan en Griekenland. Ook uit het Aziatisch deel van Rusland zijn vondsten gemeld.